# Przemysł lekki

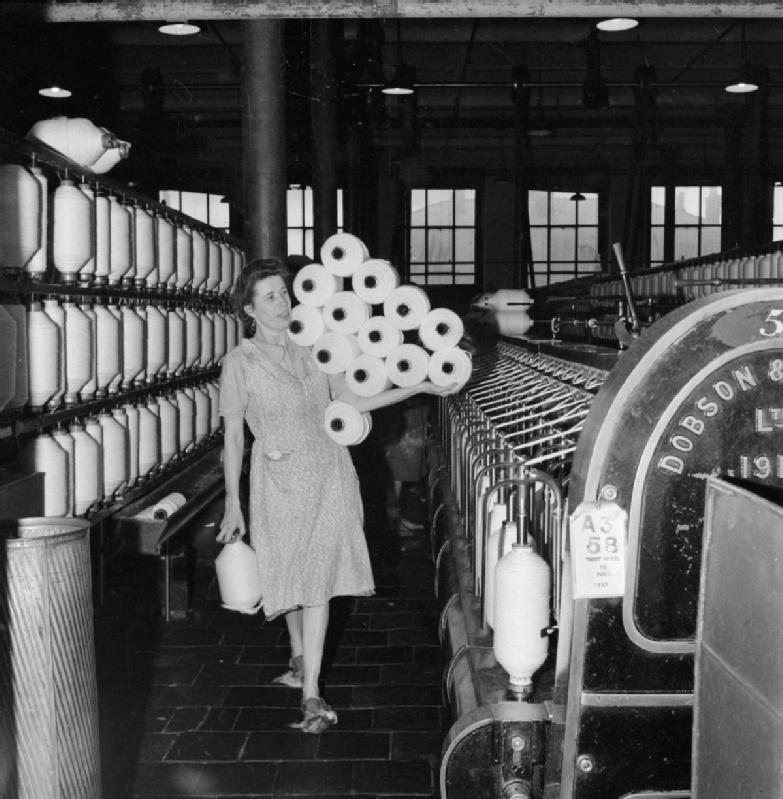
Przykład przemysłu lekkiego – przędzalnia bawełny

Przemysł lekki – dział gospodarki związany z produkcją artykułów masowego użytku, obejmujący m.in. produkcję tkanin, dzianin, odzieży, obuwia oraz galanterii skórzanej i tekstylnej (tzn. przemysł włókienniczy, odzieżowy, skórzany), a także przemysł spożywczy, szklany i ceramiczny. Tradycyjnie przeciwstawiany przemysłowi ciężkiemu.